# ۲۷ (میلادی)
۲۷ (میلادی) بیست و هفتمین سال تقویم میلادی است.

## رویدادها
بر اساس مکان
امپراتوری روم
- آتش‌سوزی در رم شعله‌ور شد.[۱]
- یک آمفی تئاتر ضعیف در فیدنا فرو ریخت و 20،000 نفر از 50،000 تماشاگر را کشت.[۲]
- با استفاده از تاریخ‌ها و بازه‌های زمانی ذکر شده در انجیل لوقا، می‌توان این سال را زمانی دانست که یحیی تعمید دهنده شروع به موعظه در اردن می‌کند. همچنین احتمالاً عیسی در ماه‌های پایانی این سال، قبل از وسوسه‌اش و اولین عید از سه عید فصح ذکر شده در انجیل یوحنا، توسط یحیی تعمید داده شده است.
- طاق نصرت در ریمینی، به افتخار امپراتور سابق آگوستوس، برپا می‌شود.[۳]

بر اساس موضوع
دین
- تاریخ احتمالی غسل تعمید عیسی توسط یحیی تعمید دهنده (احتمال دیگر، سال ۲۹ میلادی است).

## زادگان
- هیرود آگریپا دوم، پادشاه یهودیه

- پترونیوس، نویسنده و کنسول رومی (متوفی ۶۶ میلادی)

- وانگ چونگ، ستاره‌شناس و فیلسوف چینی (متوفی ۱۰۰ میلادی)

## درگذشتگان
- پوبلیوس کوئینکتیلیوس واروس جوان، اشراف رومی (متولد ۴ بعد از میلاد)